# Norbornè
Norbornè o norbornilè o norcamfè és un hidrocarbur cíclic. És un sòlid blanc amb olor agra. La molècula consta d'un anell de ciclohexè amb un pont de metilè entre els C-3 i C-6. La molècula porta un doble enllaç.
El norbornè, com molts dels seus derivats, es fa per la reacció de Diels-Alder del ciclopentadiè i etilè. Bicíclic relacionat és el norbornadiè el qual té dos dobles enllaços i el norbornanè el qual està completament saturat sense dobles enllaços.
El norbornè experimenta una reacció d'hidratació catalitzada per àcid amb l'aigua per formar norborneol. Aquesta reacció és de gran interès pels químics que estudien els ions no clàssics.

## Polinorbornens
El polinorbornens són polímers amb alta temperatura de transició vítria i alta claredat òptica.
L'etilidè norbornè és un monomer derivat del ciclopentadiè i butadiè.

## Usos
Es fa servir per fer productes farmacèutics intermedis, compostos plaguicides, fragàncies i síntesi orgànica en general. Combinat amb etilè el norbornè reacciona i es torna un copolimer d'olefina cíclic. El polinorbornè es fa servir en la indústria de la goma.